# 스타바트 마테르 (로시니)
스타바트 마테르는 코러스와 솔리스트를 위한 스타바트 마테르 시퀀스의 전통적인 구조를 기반으로 조아키노 로시니의 작품이다. 오페라 작곡에서 은퇴한 뒤 작곡한 곡이다.

## 작곡
로시니는 샤토 마르고 소유주인 친구 스페인 은행가 Alexandre Aguado와 함께 스페인을 여행하고 있었다. 여행하는 동안 주 의회 의원인 Fernández Varela는 전통적인 전례 텍스트인 스타바트 마테르의 설정을 의뢰했다. 악보의 절반만(1번과 5-9번) 작곡한 그는 친구 Giovanni Tadolini 에게 6개 악장을 추가로 작곡하도록 요청했다. Rossini는 완성된 작품을 Varela에게 자신의 것으로 선물했다. 1833년 성토요일에 마드리드의 산 펠리페 엘 레알 예배당에서 초연되었지만 이 버전은 다시는 공연되지 않았다.
버전이사망했을 때 그의 상속자들은 이 작품을 2,000프랑에 파리 음악 출판사인 Antoine Aulagnier에게 팔았고, 그는 이 작품을 인쇄했다. Rossini는 자신이 출판권을 보유하고 있다고 주장하며 Aulagnier의 버전에 Tadolini의 음악이 포함되어 있다는 이유로 거부했다. 이에 놀랐지만 Aulangier는 1841년 10월 31일 Salle Herz에서 공개 공연을 준비했으며 Rossini의 6곡만 공연되었다. 사실 Rossini는 이미 6,000프랑에 출판권을 다른 파리 출판사인 Eugène Troupenas에게 팔았다. 소송이 뒤따랐고 Troupenas가 승자가 되었다. Rossini는 1841년 말 이전에 Tadolini로 음악을 대체하여 작업을 마쳤다. 로시니의 악보 최종판의 연주권을 Troupenas로부터 8,000프랑에 구입한 형제 Léon과 Marie Escudier는 그것을 20,000프랑에 Theatre-Italien의 감독에게 팔았고, 그는 첫 공연을 위한 준비를 시작했다.
Rossini의 광범위한 오페라 경력은 대중을 찬사와 비평가로 나누었다. 스타바트 마테르 초연의 발표는 당시 파리에 있었던 리하르트 바그너에 의해 로시니뿐 아니라 보다 일반적으로 현재 유럽의 종교 음악과 돈에 대한 광범위한 공격의 기회를 제공했다.